# Exportación
En economía, una exportación es cualquier bien o servicio enviado fuera del territorio nacional.
Las exportaciones son el conjunto de bienes y servicios vendidos por un país en territorio extranjero para su utilización. Junto con las importaciones, son una herramienta imprescindible de comercio nacional.

## Exportaciones y balanza comercial
La balanza comercial se define como el valor monetario de los bienes exportados menos los bienes importados, y por tanto se considera positiva cuando las exportaciones superan a las importaciones, y negativa cuando se importa más de los que se exporta. Existe una relación estrecha entre el ahorro nacional, la inversión nacional y la balanza comercial. Teniendo en cuenta los componentes agregados del PIB:

{\displaystyle PIB_{pm}=C+I+G+X-M\,}

Donde PIBpm es el producto interior bruto contabilizado en precios de mercado, C es valor total del los bienes consumidos, I la formación bruta de capital (inversión),G el gasto de gobierno o consumo público, X el valor de las exportaciones y M el valor de las importaciones. A partir de la identidad anterior es trivial derivar la identidad fundamental de la contabilidad nacional:

{\displaystyle A-I=X-M\qquad \Leftrightarrow \qquad {\mbox{ahorro}}-{\mbox{inversiones}}={\mbox{exportaciones}}-{\mbox{importaciones}}}

Una exportación es por tanto una salida de mercancías, capitales y servicios con destino al mercado exterior. El envío puede concretarse por distintas vías de transporte, ya sea terrestre, marítimo o aéreo. Incluso puede tratarse de una exportación de servicios que no implique el envío de algo físico.
La exportación, como la importación, se halla condicionada para el desarrollo de la producción mercantil y por la división internacional del trabajo. Bajo el capitalismo y, sobre todo, en la época del imperialismo, la realización de las mercancías, en los mercados exteriores se convierte en uno de los problemas más enfermos, en una de las causas de la lucha entre los países capitalistas por los mercados, las esferas de inversión de capitales y las fuentes de materias primas.

## Estrategias
La exportación es el proceso de enviar bienes y servicios de un país a otro. Al término de una exportación se recibe dinero.
Existen diferentes maneras en que una empresa puede exportar sus bienes y servicios. Una manera de exportación la que se realiza entre la empresa exportadora y una empresa relacionada, como por ejemplo, una sucursal o subsidiaria. En ocasiones, las empresas exportan a clientes independientes o directamente a los compradores a través de intermediarios especializados en comercio exterior. También pueden exportar bienes semiacabados que otras empresas relacionadas utilizan como parte de su proceso de manufactura.

### Características
Cuando una empresa decide ingresar a otro país lo puede hacer de diferentes maneras. Existen tres factores que determinan el modo de ingreso de la empresa en otro país: las ventajas de propiedad de la empresa, las ventajas de ubicación del mercado y las ventajas de internacionalización. Las ventajas de propiedad se refieren a los activos fijos de la empresa, a su experiencia internacional y su capacidad para desarrollar productos innovadores. Las ventajas de ubicación del mercado se refieren al tamaño y potencial de crecimiento del mercado. Por último, las ventajas de internacionalización hacen referencia a las habilidades internas que posee la empresa para alcanzar sus metas por méritos propios, es decir, sin necesidad de otorgar licencias a otras compañías.. La elección de ingresar a mercados extranjeros también puede darse como resultado de un objetivo de la empresa.

### Importancia de las Exportaciones
Las exportaciones contribuyen al desarrollo económico de un país gracias a la generación de divisas y empleos que estas aportan a la economía nacional del país exportador.

### Ventajas y desventajas
La exportación requiere de una baja inversión y permite a los administradores tener un control operativo mayor, sin embargo, exportar también significa perder control sobre el marketing de la empresa.
Conforme una empresa crece, la oportunidad de exportar es cada vez mayor. Y aunque, por ahora, las empresas más grandes son las principales exportadoras, las empresas pequeñas también están desarrollando estrategias de exportación para entrar en el mercado de otros países.
Los ingresos totales de una empresa no se correlaciona directamente con el tamaño de la empresa, esto quiere decir que la intensidad de las exportaciones se determinará sobre la base de la relación ingresos-exportaciones.

### Etapas de desarrollo
En ocasiones, la exportación se puede dar por accidente y no como consecuencia de un plan de negocios. Es por esto que las empresas muchas veces se encuentran en situaciones imprevistas y nuevas. 
Conforme las empresas adquieren mayor experiencia en este rubro, estas tienden a ampliar más su mercado y a diversificar sus productos.
- Etapa 1: Compromiso inicial

Dentro de la primera etapa se encuentran las empresas que venden sus productos o servicios en el mercado doméstico y las empresas interesadas en ser futuras exportadoras.
- Etapa 2: Exportación inicial

En la segunda etapa se consideran a las empresas que realizan exportaciones esporádicas, empresas con potencial en los mercados de exportación y por último, empresas incapaces de cumplir las expectativas de exportadoras.
- Etapa 3: Avanzada

En la última etapa se consideran a las empresas. Se realizan exportaciones regulares, empresas que tienen experiencia realizando ventas en otros países, y empresas capaces de usar diferentes estrategias para ingresar a los mercados.

### Errores frecuentes
Algunos de los errores que pueden presentarse en este ejercicio comercial son los siguientes:
- un error común es la falta de explicación referente al producto que es exportado;
- no planificar correctamente las estrategias y estudiar los objetos que se pretenden antes de hacer cualquier cosa;
- falta de estudio de mercado objetivo o estudio deficiente. Muchas empresas piensan que lo tienen todo hecho al concertar visitas con clientes potenciales sin estudiar lo que realmente es importante, sin prepararse para ello;
- no contar con los socios o colaboradores adecuados. Hay muchas partes implicadas en la exportación y no siempre se sabe elegir a todas de ellas adecuadamente;
- no tener los recursos suficientes. Intentar exportar sin contar con recursos suficientes, precipitándose más allá de las posibilidades de la empresa, es un error común. Sin los suficientes recursos no se puede llegar muy lejos.

Estos ejemplos muestran que, en muchas de las ocasiones, las empresas se dejan llevar por lo que "está de moda" dentro del mercado. Por el contrario, es necesario realizar un estudio previo que muestre la factibilidad de implementar este recurso comercial dentro de la empresa.

### Diseño de una estrategia
El diseño de una estrategia de exportación es fundamental para evitar los errores antes mencionados y sirve de guía para la toma de decisiones.
Si se quiere tener una estrategia exitosa, la gerencia debe seguir los siguientes pasos:
1. Evaluar el potencial de la empresa: el potencial de exportación debe ser examinado sobre la base de las oportunidades y recursos de la empresa. Como primer paso, la empresa debe determinar si existe un mercado para sus bienes y servicios y, posteriormente, evaluar si será capaz de cubrir con las expectativas de producción deseadas.
2. Obtener asesoría en exportación: para la etapa inicial de exportación se puede pedir asesoría en el Departamento de Comercio del Gobierno del país. Sin embargo, conforme el proceso de exportación avance, se necesitará la asesoría de bancos, abogados y empresas comercializadoras, entre otras.
3. Seleccionar mercado(s): se puede llevar a cabo de dos formas, pasiva o activamente. En el primer caso, la empresa se adentra en los mercados aprendiendo por medio de ferias comerciales, anuncios o artículos de publicaciones comerciales. En el segundo caso, la empresa busca los mercados donde se exportan productos similares a los suyos y/o allí donde conoce que hay demanda.[4]
4. Formular e implantar una estrategia de exportación: por último, la empresa debe definir sus objetivos de exportación a seguir, así también como las tácticas a utilizar y el establecimiento de fechas límite para la realización de sus actividades.